# Gens Clelia

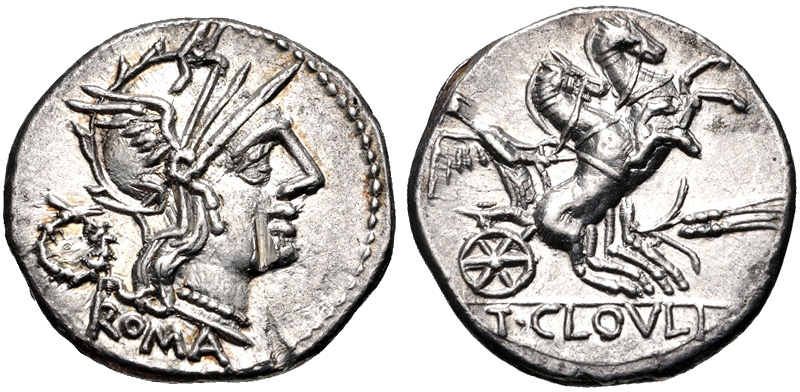
T. Cloelio. 128 a. C. AR Denario (19 mm, 3,80 g, 10 h). Casa de la moneda de Roma. Cabeza con casco de romaníes a la derecha; corona detrás / Victoria conduciendo encabritado biga a derecha, sosteniendo las riendas; tallo de grano debajo de los caballos. Crawford260/1; Sydenham 516; Cloulia 1. EF, corte en la mejilla y el borde de Roma.

La gens Clelia  fue un clan de familias de la Antigua Roma que compartían el nomen «Clelio». En un principio fue una gens de extracción patricia, pero a finales del periodo republicano se mencionan a miembros de originen plebeyo. El primero de los Clelios en alcanzar el consulado fue Quinto Clelio Sículo en el año 498 a. C.

## Origen de la gens
Los Cluilii eran una de las familias nobles de Alba Longa, donde sucedieron a la casa real de los Silvii. Según la leyenda, Numitor, el abuelo de Rómulo y Remo, fue depuesto por su hermano, Amulio, y sus hijos fueron muertos. Cuando los príncipes llegaron a la edad adulta, mataron a Amulio y restauraron a su abuelo en el trono. Como no tuvo hijos supervivientes,  puede ser que a la muerte de Numitor, el trono pasara a los Cluilii. El último rey de Alba Longa, y el único posterior a Numitor, cuyo nombre ha sobrevivido en la tradición, fue Cayo Cluilio.
Durante su reinado, Tulio Hostilio, el tercer rey de Roma (tradicionalmente de 673 a 641 a. C.), declaró su intención de destruir Alba Longa y trasladar a sus habitantes a Roma. Cluilius marchó con un ejército a Roma, donde según la leyenda construyó la Fossa Cluilia, una trinchera de tierra, para fortalecer su posición. Durante su asedio, Cluilius murió, y en su lugar, Mecio Fufecio fue nombrado dictador. A pesar de obtener la ayuda de los Fidenates, Fufecio y las fuerzas de Alba fueron derrotadas, y su antigua ciudad fue destruida. Sus habitantes fueron transferidos a Roma, donde muchas de las familias nobles de Alba Longa, incluyendo los Cluilii, fueron enroladas en el senado, y posteriormente nombradas entre los patricios.
En tiempo posterior, cuando estuvo de moda en las familias romanas reclamar orígenes mitológicos, se dice que la gens descendía de Clolius, un compañero de Eneas. Desde una fecha temprana, los Cloelii llevaron el cognomen Siculus, quizás referido a la leyenda de que las personas de Alba Longa era una mezcla de dos antiguos pueblos itálicos, los Siculi y los Prisci. Cualquiera que sea el origen de la familia, cabe señalar que durante el primer siglo de la República, dos dirigentes de los Ecuos, un pueblo Osco de Italia central, llevaban el nomen Cloelius.

## Praenomina utilizados por la gens
Los nombres principales de los Cloelii eran Titus, Quintus, y Publius, todos ellos muy comunes durante la historia romana. Gaius fue llevado por el primer Cloelius conocido, y al menos un miembro respetado de la gens llevó el antiguo praenomen Tullus.

## Ramas y cognomina de la gens
La única familia importante de los Cloelii llevaba el cognomen Siculus, aparentemente referido a uno de los Siculi, un antiguo pueblo itálico que había sido expulsado de su tierra, y posteriormente vivido en Sicilia. Los Cloelii Siculi aparecen muy al comienzo de la República Romana, y ocuparon los cargos más altos del estado hasta el siglo II a. C.  El primero de la familia en conseguir importancia es a veces llamado Vocula, probablemente refiriéndose a una voz baja o tranquila.

## Nota
1. ↑  En latín, gens Cloelia.